# Gouvernorat de Béja
Le gouvernorat de Béja (arabe : ولاية باجة), créé en 1956, est l'un des 24 gouvernorats de la Tunisie. Il est situé dans le nord-ouest du pays et couvre une superficie de 3 740 km2,, soit 2,2 % de la superficie du pays. Il abrite en 2024 une population de 311 417 habitants. Son chef-lieu est la ville de Béja.

## Géographie

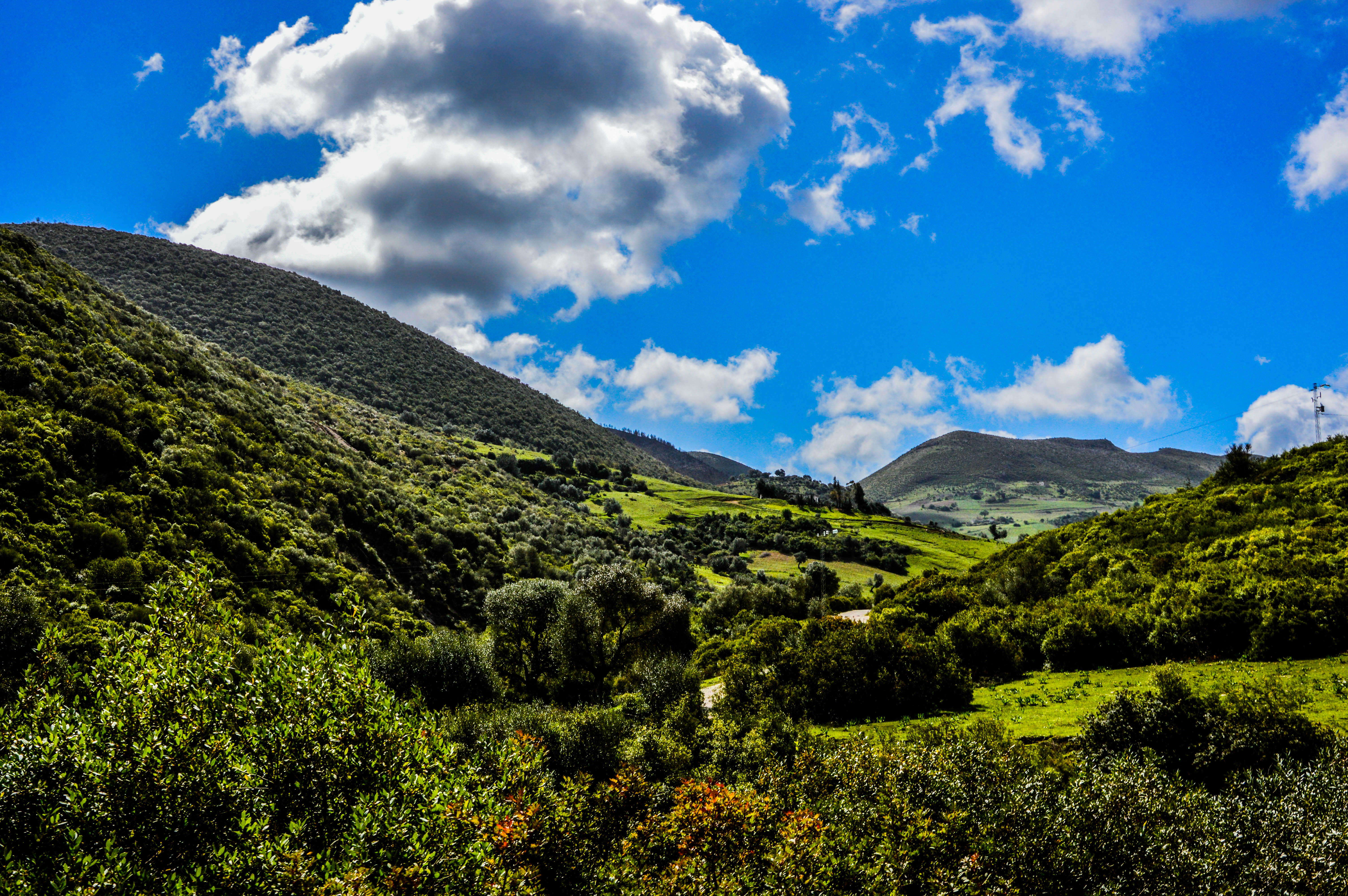
Montagnes dans les environs de Nefza.

Situé à 105 kilomètres de la capitale, le gouvernorat de Béja constitue une zone de liaison géographique entre les gouvernorats voisins. Il est délimité par la mer Méditerranée (26 kilomètres de littoral au nord), le gouvernorat de Bizerte au nord-est, le gouvernorat de la Manouba à l'est, le gouvernorat de Zaghouan au sud-est, le gouvernorat de Siliana au sud et le gouvernorat de Jendouba à l'ouest.
La température moyenne y est de 18 °C. Il existe deux types de climats :
- un climat humide avec une pluviométrie de 600 à 1 200 millimètres (au nord) ;
- un climat assez sec avec une pluviométrie de 350 à 450 millimètres (au sud).

Administrativement, le gouvernorat est découpé en neuf délégations, douze municipalités et 101 imadas,.
| Délégation                                    | Population en 2024 (habitants) |
| --------------------------------------------- | ------------------------------ |
| Amdoun                                        | 21 403                         |
| Béja Nord                                     | 74 642                         |
| Béja Sud                                      | 38 700                         |
| Goubellat                                     | 16 767                         |
| Medjez el-Bab                                 | 44 879                         |
| Nefza                                         | 47 573                         |
| Téboursouk                                    | 21 414                         |
| Testour                                       | 35 501                         |
| Thibar                                        | 10 538                         |
| Sources : Institut national de la statistique |                                |

## Politique

### Gouverneurs
Le gouvernorat de Béja est dirigé par un gouverneur dont la liste depuis l'indépendance est la suivante :
- Béchir Bellagha (1956-1957)
- Ahmed Bellalouna (1957-1959)
- Taher Abdelkefi (1959-1961)
- Mohsen Nouira (1961-1964)
- Mohamed Triki (1964-1966)
- Tahar Kacem (1966-31 décembre 1968)
- Abderrazak Kéfi (janvier-septembre 1969)
- Romdhan Ben Mimoun (1969-1971)
- Mohamed Hédi Bellakhoua (1971-1973)
- Noureddine Fenniche (1973-1977)
- Abderrazak Ladab (1977-1980)
- Hédi Harbi (mai-décembre 1980)
- Lamine El Kadri (1980-1984)
- Chédli Neffati (1984-1987)
- Moncef Ben Jedidia (1987-1990)
- Hédi Ayeche (1990-1993)
- Sadok Marzouk (1993-1998)
- Hassen Alaya (1998-1999)
- Mohamed Belghith (1999-2000)
- Mohsen Senoussi (2000-2001)
- Salem Jeribi (2001-2005)
- Mohamed Ben Salem (2005-2007)
- Kamel Someï (2007-2011)
- Hatem Hamzaoui (2 février 2011, empêché d'exercer)
- Baheddine Bakari (19 février 2011-22 février 2012)
- Nasr Temimi (22 février 2012-28 février 2014)
- Kamel Salmani (28 février 2014[5]-22 août 2015)
- Atef Boughattas (22 août 2015[6]-7 septembre 2015)
- Houcine Hamdi (7 septembre 2015[7]-29 octobre 2017)
- Slim Tissaoui (29 octobre 2017[8]-27 décembre 2019)
- Mohsen Moez Mili (27 décembre 2019[9]-30 août 2022[10])
- Ahmed Ben Kharrat (depuis le 8 septembre 2024[11])

### Maires
Voici la liste des maires des douze municipalités du gouvernorat de Béja dont les conseils municipaux ont été élus le 6 mai 2018 et présidés par les maires suivants :
- Béja : Yasser Gharbi[12]
- El Maâgoula : Ibrahim Zaaguari[13]
- Goubellat : Aymen Riahi[14]
- Medjez el-Bab : Mohamed Jalel Grira[15]
- Nefza : Maher Fraihi[16]
- Ouechtata El Jamila : Moncef Dallai[17]
- Sidi Ismaïl : Mohamed Habib Kouki[17]
- Slouguia : Sofien Trabelsi[17]
- Téboursouk : Anis Betaher[17]
- Testour : Mohamed Mensi[18]
- Thibar : Wafa Taboubi[19]
- Zahret Medien : Sami Mansouri[17]

## Économie
Connu par ses richesses agricoles, le gouvernorat de Béja se place parmi les premiers gouvernorats dans la production agricole du pays. Ces facteurs font de l'agriculture la première activité économique de la région. 91 % des terres sont ainsi dédiées à ce secteur. Les niveaux de production sont actuellement les suivants :
- Céréales : 2 700 000 tonnes (15 % à 25 % de la production nationale) ;
- Fruits : 48 500 tonnes (3 % de la production nationale) ;
- Légumes : 103 500 tonnes (3 % de la production nationale) ;
- Lait : 110 000 litres ;
- Viande rouge : 14 700 tonnes (provenant d'un cheptel de 67 300 bovins, dont 19 900 têtes de races pures, et 313 000 ovins et caprins).

Dans le domaine industriel, du fait de ses richesses agricoles, c'est l'industrie agroalimentaire qui domine le secteur. On compte 24 huileries, deux unités de transformation de tomates, la sucrerie de Béja, une unité de levure, une semoulerie minoterie, une usine de boissons gazeuses et une centrale laitière. La région compte au total 54 unités industrielles dont 20 entreprises étrangères, 14 unités totalement exportatrices et 16 entreprises à participation étrangère. Il y existe cinq zones industrielles de 72 hectares. Une nouvelle zone de 22 hectares, située à Béja Nord, sera créée prochainement.
L'activité minière est en développement aussi avec la découverte récente de trois sites :
- Djebba pour le plomb et le zinc ;
- Nefza pour les mineries ferreux ;
- Dhouahria pour le fer.

## Équipements collectifs

### Enseignement
- Écoles primaires : 151
- Crèches et jardins et clubs d'enfants : 95
- Lycées et collèges secondaires : 47
- Institution supérieure : 4

### Santé
- Hôpitaux régionaux : 2
- Centres de santé de base : 95
- Clinique : 1
- Laboratoires d'analyses et de radiologie : 3
- Pharmacies : 38
- Un médecin pour 1 533 habitants

### Culture
- Bibliothèques : 12
- Salle de cinéma : 1
- Théâtres : 2
- Sites archéologiques : 2
- Maisons de culture : 10

## Infrastructures

### Ressources hydrauliques
Les ressources hydrauliques régionales sont estimées à 563 millions de m³, mobilisées essentiellement par trois grands barrages (Kasseb, Sidi Salem et Sidi El Barrak), 22 barrages collinaires et 55 lacs collinaires.

### Électricité
Le taux d'électrification dans tout le gouvernorat est de 99,2 %, 100 % dans les zones urbaines et 98,9 % dans les zones rurales.

### Eau potable et assainissement
- Eau potable : 
  - Total : 91 %
  - Zones urbaines : 100 %
  - Zones rurales : 88,5 %
- Assainissement :
  - Taux de desserte urbaine : 98 %

### Transport
- Autoroute : 37 km
  - Routes nationales : 224,8 km
  - Routes régionales : 368,3 km
  - Routes locales : 290 km
- Lignes ferroviaires :
  - Ligne Béja - Tunis
  - Ligne Jendouba - Ghardimaou
  - Ligne Béja - Mateur

### Télécommunications
- Nombre d'abonnés au réseau fixe : 18 306 (84,1 %)
- Nombre d'abonnés au réseau mobile : 236 800

### Zones industrielles
Il existe quatre zones industrielles :
- Zone industrielle A (Route Amdoun-Béja)
- Zone industrielle D (Route Tabarka-Béja)
- Zone industrielle I de Medjez el-Bab
- Zone industrielle II de Medjez el-Bab
- Zone industrielle de Goubellat

## Sport
- Association de pétanque de Medjez el-Bab
- Association des sports individuels de Béja
- Association Majrda des sports de Medjez el-Bab
- Association régionale des pêcheurs
- Association Slouguia sportive d'athlétisme
- Association sportive de la municipalité de Béja
- Association sportive des sourds
- Association sportive El Nesser à Amdoun
- Association sportive El Amel à Goubellat
- Association sportive militaire
- Avenir sportif de Béja
- Avenir sportif de Medjez el-Bab
- Basket Club de Béja
- Club des jeux d'échecs de Medjez el-Bab
- Club de handball de Béja
- Club sportif de Béja
- Club sportif El Teboursseki
- Club medjezien
- Éclair de Testour
- Espoir sportif de Medjez el-Bab
- Stade sportif de Téboursouk
- Olympique de Béja
- Rugby Club Béja

## Jumelages
- Béja (Tunisie) avec Beja (Portugal) en 1996.
- Testour et Medjez el-Bab (Tunisie) avec Mora (Portugal) en 1998.